# PlayCanvas
PlayCanvas（プレイキャンバス）とは、オープンソースの3Dゲームエンジン/インタラクティブ3Dアプリケーションエンジンであり、ブラウザベースのインターフェースを介して複数のコンピュータからの同時編集を可能にする独自のクラウドホスト作成プラットフォームと並んでいる。
Mozilla FirefoxやGoogle Chromeなど、WebGLをサポートする最新のブラウザで動作する。このエンジンは、3次元オーディオおよび3Dアニメーションを扱う剛体物理学シミュレーションが可能である。PlayCanvasはARM、ActivisionそしてMozillaのサポートを得た。PlayCanvasエンジンは2014年6月4日にオープンソース化された。

## 特徴
PlayCanvasプラットフォームには、複数の開発者によるプロジェクトの編集を同時に可能にする協調的なリアルタイムエディタがある。このエンジンはGPUアクセラレーテッド3Dグラフィックスを生成するためにWebGL 1.0および2.0規格をサポートし、JavaScriptプログラミング言語を介したスクリプト作成を可能にする。プロジェクトは、URLのWebリンクを介して配布することも、ネイティブラッパーにパッケージ化することもできる。Androidの場合はCocoonJS
、Steamの場合はElectron、その他多くのオプションやプラットフォームを使用できる。